# Виторог
Виторог (лок. Виторога) динарска је планина у Републици Српској, БиХ, која улази у састав Динарског планинског система. Налази се на подручју општине Шипово, на граници према Федерацији БиХ. Од Шипова удаљена је око 30 km. Највиши врх Виторога се налази на висини од 1906 m.
На врху Виторога сусрећу се континентална и средоземна клима. Врх Виторога је ракрсница између општина Шипово, Гламоч и Купрес. Ова планина садржи велико богатство флоре и фауне (мрки медвјед, вук и дивља свиња, као и ријетке врсте птица попут великог тетријеба). На врху се налази подземни објекат, који је изградила бивша Југословенска народна армија. Данас објекат користи спортско-планинарско друштво „Виторог“ из Шипова.
Скривена у Виторогу налази се Ваганска пећина.